# Byss-Calle
Byss-Calle, egentligen Carl Ersson Bössa, född 26 april 1783 Älvkarleby församling, Uppsala län, död 9 januari 1847, Älvkarleby församling, Uppsala län, var en legendarisk nyckelharpospelman från Östanå, Älvkarleby socken i norra Uppland.
Byss-Calle hade inte några spelmän i släkten. Förutom som spelman försörjde han sig som strömmingsfiskare och under fyra år som pråmkarl då han lastade om järn från Söderfors bruk för vidare befordran till utlastningshamnen Skutskär.
Många av hans låtar spelas än i dag efter uppteckningar som dock inte gjordes under hans levnad utan efter 1870 av organisten i Österlövsta socken, Mats Wesslén (1812–1878), som också var en känd nyckelharpspelman. Låtarna finns bland annat på cd:n "Byss-Calle" med Nyckelharporkestern (Drone Records, DROCD021) samt på olika skivor med gruppen Väsen.
Slängpolska efter Byss-Calle är, tillsammans med Helan går, Sveriges ledmotiv i datorspelet Civilization VI.